# Costa Rica op de Olympische Winterspelen 1992
Tijdens de Olympische Winterspelen van 1992, die in Albertville (Frankrijk) werden gehouden, nam Costa Rica voor de vierde keer deel.

## Deelnemers en resultaten

### Alpineskiën
| Olympiër            | Discipline       | Resultaat | Prestatie                          |
| ------------------- | ---------------- | --------- | ---------------------------------- |
| Gabriel Chernacov   | reuzenslalom (m) | dnf-2     | opgave run 2 2.11,34+dnf           |
| Martin Chernacov    | reuzenslalom (m) | dnf-1     | opgave run 1                       |
| Julián Muñoz        | reuzenslalom (m) | 90e       | 3.46,51 (+1.39,53) 1.47,78+1.58,73 |
| Julián Muñoz        | slalom (m)       | 64e       | 3.44,11 (+1.59,72) 1.53,09+1.51,02 |
| Alejandro Preinfalk | reuzenslalom (m) | 91e       | 4.49,06 (+2.42,08) 2.04,91+2.44,15 |
| Alejandro Preinfalk | slalom (m)       | 65e       | 4.29,13 (+2.44,74) 2.09,83+2.19,30 |

Algerije · Amerikaanse Maagdeneilanden · Andorra · Argentinië · Australië · België · Bermuda · Bolivia · Brazilië · Bulgarije · Canada · Chili · China · Chinees Taipei · Costa Rica · Cyprus · Denemarken · Duitsland · Estland · Filipijnen · Finland · Frankrijk · Gezamenlijk team · Griekenland · Groot-Brittannië · Honduras · Hongarije · Ierland · IJsland · India · Italië · Jamaica · Japan · Joegoslavië · Kroatië · Letland · Libanon · Liechtenstein · Litouwen · Luxemburg · Marokko · Mexico · Monaco · Mongolië · Nederland · Nederlandse Antillen · Nieuw-Zeeland · Noord-Korea · Noorwegen · Oostenrijk · Polen · Puerto Rico · Roemenië · San Marino · Senegal · Slovenië · Spanje · Swaziland · Tsjecho-Slowakije · Turkije · Verenigde Staten · Zuid-Korea · Zweden · Zwitserland